# Caroline av Hessen-Homburg

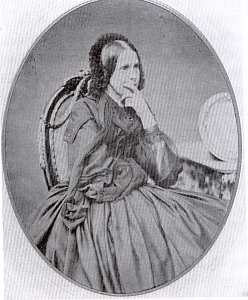
Caroline av Hesse-Homburg

Caroline av Hessen-Homburg, född 1816, död 1872, var furstinna av Reuss-Greiz som gift med furst Henrik XX av Reuss-Greiz, och regent i Furstendömet Reuss-Greiz mellan 1859 och 1867 som förmyndare för sin son, furst Henrik XXII av Reuss-Greiz.

## Biografi
Caroline var dotter till Gustav av Hessen-Homburg och Luise av Anhalt-Dessau. Hon gifte sig 1839 med Henrik XX av Reuss-Greiz. 
Carolines make avled 1859 och efterträddes av deras son, och hon blev regent under hans omyndighet. När tyska enhetskriget utbröt 1866 ställde hon sig på Österrikes sida, vilket fick till följd att furstendömet ockuperades av Preussen. Tack vare Karl Alexander av Sachsen-Weimar-Eisenach skonades furstendömet från att styckas, men Caroline tvingades avgå och betala krigsskadestånd ur sin egen kassa.